# Miadzwiodka (stacja kolejowa)
Miadzwiodka (biał. Мядзвёдка; ros. Медведка, ros. nazwa normatywna Медвёдка) – stacja kolejowa w miejscowości Miadzwiodka, w rejonie witebskim, w obwodzie witebskim, na Białorusi. Leży na linii Witebsk - Orsza.